# Luigi Bolla
Luigi Bolla (Olivone, 24 december 1813 - aldaar, 27 januari 1877) was een Zwitsers notaris, advocaat, consul en politicus uit het kanton Ticino.

## Biografie

### Afkomst
Luigi Bolla was een zoon van Stefano Bolla, een grootgrondbezitter, en van Paolina Poglia. Hij was tweemaal gehuwd, een eerste maal met Luigia Vanazzi, die echter in 1849, en een tweede maal met Marietta Leona.

### Jurist
Na haar middelbare studies in Milaan verwierf hij in 1837 in Pavia het diploma van licentiaat in de rechten. Vervolgens oefende hij de beroepen van notaris en advocaat uit en was hij van 1861 tot 1867 redacteur van de Gazzetta del Popolo Ticinese.

### Politicus
Van 1865 tot 1877 was hij burgemeester van zijn geboorteplaats Olivone. Van 1848 tot 1856 en van 1863 tot 1877 was hij lid van de Grote Raad van Ticino, waarvan hij voorzitter was van 1855, 1870 en 1874. Tussen 1856 en 1863 was hij lid van de Staatsraad van Ticino, waarbinnen hij bevoegd was voor Justitie. Van 4 juli 1870 tot 1 juli 1871 was hij lid van de Kantonsraad. Hij was een van de belangrijkste pleitbezorgers van de aanleg van een spoorlijn langs de Lukmanierpas.

### Consul
In 1849 was hij consul van Zwitserland in de vrije rijksstad Triëst.